# Homo faber (tiểu thuyết)
Homo Faber. Ein Bericht - (Homo Faber. Một bản tường trình) tựa đề một cuốn tiểu thuyết của Max Frisch xuất bản vào năm 1957. Là một tác phẩm có thế đứng quan trọng trong cuộc đời văn chương của Max Frisch. Tác phẩm được thâu nhận vào kinh sách giáo khoa học đường, bộ môn Văn chương học trình Tú tài các vùng nói tiếng Đức (Abitur).
Nhân vật chính, Walter Faber, một Kỹ sư cơ khí thành đạt, dấn bước vào một quan hệ yêu đương với Elisabeth, con gái của mình mà không hề hay biết, và cuộc tình kết thúc bi thảm. Trong diễn tiến, chỉ trong vòng một thời gian ngắn, mấy tháng, Faber phải trải nhiều sự cố không tưởng đoán được, đi đến nhận định rằng thế giới quan kỹ thuật của mình không có khả năng nhận chân sự thật và qua đó không đem đến cho mình một cuộc sống an lạc. Tiểu thuyết được Volker Schlöndorff dựng thành phim (Homo Faber) năm 1991.

## Nội dung
Cốt truyện bắt đầu từ chuyến bay từ New York với một chiếc "Super-Constellation". Chuyến bay khởi hành trễ. Trong chuyến bay Walter Faber làm quen với chàng trai trẻ Herbert Hencke, em của Joachim, người bạn cũ thời sinh viên cũng là người đã cưới Hanna, tình yêu thời niên thiếu của Faber. Để ám chỉ con người mang thế giới quan duy lý, hoàn toàn tin vào kỹ thuật của Walter Faber, Hanna đặt tên gọi anh ta là "Homo Faber". (xem khái niệm Homo faber trong tương quan triết giải trong nhân chủng học).
Trong chuyến bay, hai động cơ cánh quạt bị hỏng, phi công bắt buộc phải hạ cánh khẩn trên sa mạc. Sau đó Faber thình lình quyết định đổi hành trình, dời lại chuyến công du đến Caracas để bay cùng Herbert đi thăm Joachim đang sống trong khu rừng già tại Guatemala. Sau một hành trình lạc hướng quanh quẩn trong rừng sâu, họ tìm thấy Joachim đã treo cổ tự tử trong trang trại. Herbert đổi ý định, dứt khoát ở lại trang trại một mình. Faber trở về New York và lại một lần nữa chạm trán với Ivy, cô nhân tình mà Faber muốn cắt đứt quan hệ, mệt mỏi vì những thúc ép cưới hỏi của nàng, Faber bỗng quyết định đổi ý, đi Paris sớm hơn một tuần, bằng tàu thủy thay vì bằng máy bay.
Trên chuyến tàu Faber làm quen với cô gái trẻ Elisabeth, mà anh ta gọi là Sabeth, và đem lòng yêu cô ta. Sau khi chia tay nhau tại bến tàu Le Havre, đến Paris, dẫu không tự thừa nhận với lòng rằng mình đang yêu, Faber vẫn ngày ngày lui tới điện Louvre với hy vọng gặp lại Sabeth. Hai người đã gặp nhau. Và rồi Faber nhanh chóng quyết định theo Sabeth, đưa nàng về nhà mẹ nàng hiện sống tại Athen với chiếc xe mượn được của người bạn và đồng thời cùng Sabeth làm một chuyến du lịch tham quan qua miền nam Pháp, Ý và Hy Lạp. Tại Avignon sau một bữa ăn tối, nếm trải và rung động bởi một nguyệt thực, cùng lúc nhận thấy rằng Sabeth cũng đáp trả tình yêu này, hai người đã chăn gối cùng nhau.
Để không phải trực diện với một sự thật kinh hoàng, Faber - con người thuần lý duy kỹ thuật này - đã tự lừa dối mình với một con tính đơn giản nhất: so sánh ngày Hanna sinh nở và tuổi tác của Elisabeth để qua đó có thể không bó buộc phải nhận thức điều mà người đọc đã hay biết từ lâu rằng Sabeth chính là con gái ruột của hắn: Vào năm 1935 Faber nhận một chân kỹ sư làm việc tại Bagdad, cùng lúc được Hanna cho hay đã mang thai với nhau. Qua phản ứng dè dặt của Faber, Hanna nhất định hủy bỏ lễ cưới. Faber đơn giản chủ quan rằng đấy chỉ vì lời tuyên bố "con em" thay vì "con của chúng ta". Rốt cuộc cả hai đồng ý phá thai, nhưng Hanna hành động ngược với lời thỏa thuận, Elisabeth ra đời mà nàng không hề báo cho Faber hay biết. Nàng cưới Joachim Hencke, bạn học thời sinh viên của Faber.
Cuộc tình loạn luân vô ý thức giữa Faber và Elisabeth phút chốc trở thành một thảm kịch. Trên một bờ biển tại Hy Lạp, Elisabeth bị rắn cắn và ngã người vào hố trũng lúc đang sợ hãi lùi bước khi thấy Faber trần truồng chạy đến giúp. Ẵm Sabeth bất tỉnh trên tay, Faber tìm về đến Athen, số mệnh đưa đẩy Faber gặp lại Hanna và cuối cùng hay biết được rằng Sabeth chính là con gái mình. Sabeth chết vì xuất huyết não mà không chẩn đoán kịp. Faber dứt khoát xin thôi việc để dọn về cùng ở với Hanna và xin cưới nàng. Một lần cuối Faber thực hiện một hành trình dài. Về lại New York, khi hay được căn hộ của mình đã bị bán mất, Faber đi thăm lại Herbert ở Guatemala. Trên chuyến trở về Athen, Faber dừng chân nghỉ lại bốn ngày tại Havanna. Qua khung cảnh và lối sống vô tư nơi đây, Faber bỗng cảm thấy yêu đời trở lại, cùng lúc tĩnh tâm chấp nhận cái chết. Trên đường về Faber ghé qua Düsseldorf để thông tin cho công ty của Herbert ở biết về trang trại và một lần nữa qua những cuộn phim đã thâu, thống khổ gợi nhớ về Sabeth. Chuyến hành trình dài lần cuối này của Faber bị vây phủ bởi những dằn vặt về cái chết của đứa con gái và niềm tin tiền định cái chết của chính mình. Căn bệnh dạ dày của Faber, được nhắc đến nhiều lần suốt diễn tiến câu truyện, được phát hiện là ung thư. Tại Athen, nằm chờ mổ dạ dày, Faber bỏ dỡ bản tường trình. Cái chết của Faber được Max Frisch bỏ ngỏ.
Qua tác phẩm Homo Faber, Frisch mổ xẻ cùng lúc nhiều đề tài, xung đột giữa con người và máy móc kỹ thuật. Phê phán bản chất Homo faber, mẫu người tiêu biểu cho quan điểm cực đoan duy ý chí vào thập niên 1950. Đề tài không kém phần quan trọng luôn được Frisch nêu đến như một sợi chỉ đỏ trong hầu hết những tác phẩm của mình là vấn đề bản thể. Không những Faber mà ngay cả Hanna đều dựa vào khuôn sáo cứng nhắc của giới tính. Tự tạo cho chính mình và đối tượng một khuôn mẫu nhân cách nhất định để rồi tự trói buộc mình trong vai trò tự định nghĩa ấy. Qua đó không nhận thức được cuộc sống hiện thực và cuối cùng thất bại chính với hiện hữu của bản thân.
Những đề tài khác là mâu thuẫn giữa đất nước Mĩ (Thế giới mới), tiêu biểu cho phong cách sống mới, vật chất, thành đạt hưởng thụ và châu Âu (Thế giới cũ). Về thế giới tha hóa và sự nhận chân cái chết.

### Thế giới quan và nhân sinh quan của Faber
1. Duy lý cực đoan: "Ich glaube nicht an Fügung und Schicksal, als Techniker bin ich gewohnt, mit den Formeln der Wahrscheinlichkeit zu rechnen.[...] Ich brauche, um das Unwahrscheinliche als Erfahrungstatsache gelten zu lassen, keinerlei Mystik, Mathematik genügt mir." (Tôi không tin vào nghiệp duyên và số phận, là con người kỹ thuật tôi thường quen tính toán với những công thức xác suất... Để chứng minh sự kiện không tưởng là một bằng cớ thực tiễn đã có xảy ra, với tôi toán học là đủ, chả cần tí huyền bí nào.)
(Homo faber, S. 22 - Ấn bản Suhrkamp BasisBibliothek)
2. Tâm lý xem thường thiên nhiên qua phương cách sử dụng hiệu năng kỹ thuật: 
"Ich fühle mich nicht wohl, wenn unrasiert; nicht wegen der Leute, sondern meinetwegen. Ich habe das Gefühl, ich werde etwas wie eine Pflanze, wenn ich nicht rasiert bin..." (S. 27) (Tôi cảm thấy không được sảng khoái, khi râu không cạo; không vì người khác mà vì chính tôi. Tôi có cảm giác sẽ trở thành một thứ gì như cây cỏ, nếu tôi không cạo râu...)
3. Con người: Sinh vật khiếm khuyết và hữu hạn:
"Ich habe sie immer gefürchtet; was man auch dagegen tut: ihre Verwitterung. Überhaupt der ganze Mensch! – als Konstruktion möglich, aber das Material ist verfehlt: Fleisch ist kein Material, sondern ein Fluch..." (S. 171) (Tôi luôn luôn lo ngại về nó; dù ta có chữa trị gì chăng nữa: sự thoái hóa của nó. Nói chung nguyên cả con người! – về mặt cấu trúc rất hợp lý, nhưng vật liệu sử dụng hỏng bét: thịt không phải là vật liệu, mà là một lời nguyền...)
4. Tính phi xã hội, phi quan hệ: 
"Ich kannte ihre Vorwürfe und hatte sie satt. Dass ich grundsätzlich nicht heirate, das hatte ich oft genug gesagt, zumindest durchblicken lassen, zuletzt aber auch gesagt, und zwar auf dem Flugplatz, als wir drei Stunden lang auf diese Super-Constellation hatten warten müssen. Ivy hatte sogar geweint, somit gehört, was ich sagte." (S. 31) (Tôi thuộc lòng những oán trách của nàng và chán ngấy chúng. Rằng tôi cơ bản không cưới vợ, tôi đã nói quá thừa rồi, hoặc ít nhất đã làm cho nàng hiểu được điều này, lần cuối tôi cũng đã nói ra, ngay tại sân bay, khi chúng tôi phải đợi chiếc Super-Constellation này những ba tiếng đồng hồ dài. Ivy thậm chí đã khóc, vậy nghĩa là nàng có nghe những gì tôi nói.)
5. Tầm nhìn khinh miệt nữ giới:
"Ich mußte an Ivy denken; Ihr Name ‚Ivy‘ heißt Efeu, und so heißen für mich eigentlich alle Frauen..." (S. 91) (Tôi bỗng nghĩ về Ivy; Ivy là giống tầm gửi, và với tôi mọi phụ nữ đều cùng mang tên này...)
"Ich habe, offen gesprochen, nie daran geglaubt, daß Philologie und Kunstgeschichte sich bezahlt machen. Dabei kann man nicht einmal sagen, Hanna sei unfraulich. Es steht ihr, eine Arbeit zu haben." (S. 143) (Tôi đã, nói thẳng là như thế, không bao giờ nghĩ rằng triết học và lịch sử nghệ thuật lại đạt thành quả trong cuộc sống. Đồng thời cũng không thể nói rằng Hanna không có nữ tính. Nàng có quyền đeo đuổi một công việc nào đó.)
Xúc phạm nữ giới qua những so sánh với sự kiện thiên nhiên. Thí dụ "Máu kinh nguyệt" với màu sắc của một vũng lầy dưới ánh nắng mai.
Ngộ nhận về phụ nữ là "vô thức của bản năng".
6. Con người "Homo Faber": 
Hanna đặt tên cho Faber như thế. Đấy cũng là đề tài chính của tác phẩm. Frisch phê phán tầm nhìn hạn hẹp về cuộc sống dưới lăng kính kỹ thuật và sự bất bình đẳng giới tính.

### Chuyển biến con người Faber
„Mein Entschluß, anders zu leben" (Tôi quyết định sẽ sống khác). Theo cốt truyện ta có thể nhận thấy sự chuyển hóa của Fabers trong từng giai đoạn, được nhấn mạnh nhiều nhất qua những mẩu đối thoại.
Faber thoạt tiên viết bản tường trình với những bằng chứng thâu lượm, theo từng tiết nối tiếp nhau, rành mạch dưới thể văn đơn điệu của một chuyên viên, tạo cho người đọc một ấn tượng rằng tất cả hoàn toàn dựa trên những sự kiện thực tiễn rõ ràng, dứt khoát. Nhưng cùng lúc ta nhận ra được cái nhạy cảm và trầm mặc của bản thể chủ đạo Faber, muốn tạo cho mình một mẫu người duy ý chí, vô cảm, nhưng thi thoảng vẫn không tránh khỏi, để lộ những tính tâm của bản thể bình thường, yếu đuối trước thiên nhiên. Nhìn sa mạc trong đêm, liên tưởng đến huyền bí nhưng lại tự trấn an mình bằng những luận điệu duy lý tự tạo. Sống một mình, đôi khi trong lòng trỗi dậy những cảm giác cô đơn, nhưng rồi tự bảo và tự dối lòng với so sánh tâm lý yếu mềm chỉ là những dấu hiệu suy nhược vật liệu. Mới chợt rung cảm trước mầu nhiệm của thiên nhiên và chấp nhận hiện hữu của số phận, bỗng quay ngược ngay lại bám víu vào những chiết dẫn thuần lý để chống đỡ tâm trạng vừa chớm dao động.
Ngay trong quy tắc sống, Faber cũng đã tự mâu thuẫn. Faber một đằng khước từ gắn bó với Ivy: "...sống độc thân là con đường sống duy nhất của nam giới", nhưng cuối cùng thành khẩn cầu hôn Hanna để hợp thức hóa tình yêu nàng vẫn còn lắng sâu trong lòng.
Vô tình gặp lại Elisabeth, đứa con không hay biết của mình, bị dẫn dắt bởi một tình yêu thiêng liêng không định nghĩa được của tạo hóa, tình cha con, nhưng bản thể duy lý của Faber không hề nhận thức được điều ấy, đi từ ngộ nhận đó là tình yêu trai gái, Faber đã lôi kéo con gái mình dấn bước vào một quan hệ loạn luân để thảm kịch ấy kết thúc không thể nào khác hơn bằng cái chết của Elisabeth.
Cuối cùng Faber thấy rằng dưới lăng kính kỹ thuật ta không nhận thức được cuộc sống quanh ta, vì thế không bao giờ cảm nhận và qua đó lãnh hội được toàn diện cuộc sống.
Faber quyết định thay đổi con người mình, phương cách sống và cuộc sống. Thật ra hắn chỉ cần khơi dậy nội tâm và mẫn cảm của mình, thi thoảng lúc này lúc kia bộc lộ ra trong suốt câu truyện. Bức tường chắn được đánh đổ và cái tôi, cái bản thể thật sự khi ấy mới xuất đầu lộ diện.